# بیضای جونقانی
میرزا بیضا جونقانی از شاعران و ادیبان معاصر اهل جونقان در چهارمحال و بختیاری بود.

## زندگی‌نامه
میرزا محمدقاسم‌خان بیضا، متخلّص به "بیضا" و معروف به بیضای جونقانی از شاعران ایرانی نیمۀ دوم قرن سیزده و نیمۀ اول قرن چهاردهم هجری است.
وی فرزند کوچک و یکی از چهار پسر محمدتقی سلطان جونقانی چهارمحالی است. پدرش از افواج ناصری بود و بعدها ترقی کرده رئیس شهر جونقان شد. مادر وی نیز از خاندان معین‌التجار بهبهان بود. براداران بیضا در ارتش قاجار مشغول خدمت بودند که برادر ارشد در جنگ با قوای روسیه تزاری کشته می‌شود.
پس از ورود به ارتش در ایام جوانی هنگامی که در شهرهای اصفهان، شیراز و بهبهان به انجام خدمات مشغول بوده در تمام محافل و مجامع ادبی شرکت و با غالب فضلا و شعرا و عرفا و دراویش زمان خود معاشرت داشت و در نتیجه‌ بروز احساسات شاعرانه و عرفانی به عرفای نعمت‌اللهی ارادت می‌ورزید.
پس از چندی به آذربایجان عزیمت و در تبریز توسط محمدحسین‌خان سپهدار بختیاری به حضور مظفرالدّین‌شاه که در آن زمان ولایتعهد و مقیم تبریز بود معرفی و مشمول مراحم سلطانی گردید. مظفرالدّین‌شاه در ضمن دست‌خطی مبنی بر اظهار مراحم به او وعده لقب تاج‌الشعرایی پس از رسیدن به سلطنت می‌دهد.

## ویژگی‌های شعری
اشعار میرزا بیضا غالباً حاوی مضامین عرفانی، اخلاقی و انسانی است. اشعار وی نشان‌دهنده‌ی زنده‌بودن روح عرفانی در میان شاعران محلی ایران است.
چون در محل سکونت او لری و ترکی نیز متداول بود، بیضا گذشته از اشعار فارسی، به زبان ترکی و لری نیز مهارت نشان داده و غزل‌هایی به زبان ترکی و لری سروده است.
کتاب ""دیوان میرزا محمدقاسم‌خان بیضای جونقانی"" با تصحیح دکتر مظاهر نیکخواه منتشر شده است.

## نمونه شعر
"حیف بُوَد دوست را، دیدن و نشناختن
مرگ بُوَد عمر را، بیهوده بگذاردن"